# Колокольчик рапунцелевидный
Колоко́льчик рапунцелеви́дный, или Колокольчик репчатови́дный (лат. Campānula rapunculoīdes), — травянистое растение; вид рода Колокольчик семейства Колокольчиковые.

## Ареал и среда обитания
Бореальный евро-азиатский вид. Произрастает на юге Скандинавии, в Средней Европе и на Кавказе. В России — в европейской части, на Кавказе и юге Западной Сибири.
Как правило, растёт на лесных опушках, пустырях и по обочинам дорог.

## Ботаническое описание

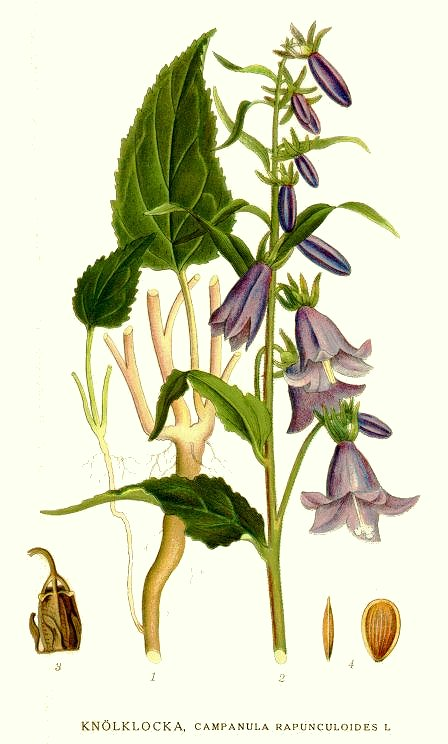

Многолетнее травянистое растение. Высота от 30 до 100 см. Обладает вертикально отходящими утолщёнными запасающими придаточными корнями. Корневище с золотистым оттенком.
Стебель прямостоячий, ребристый, полый. Все растение покрыто жёсткими короткими волосками. Прикорневые и нижние стеблевые листья длинночерешковые продолговато сердцевидно-яйцевидные, средние стеблевые — яйцевидные, верхние — ланцетные, сидячие.
Соцветие — длинная односторонняя кисть. Цветки светло- или тёмно-фиолетовые длиной от 1,5 до 3,5 см, венчик по краю реснитчатый, чашелистики отогнуты назад.
Плод — коробочка. Цветение в июле — августе, плодоношение в августе — сентябре. Каждое растение может дать до 15 000 семян, обладающих высокой всхожестью и летучими свойствами благодаря лёгкости и наличию небольшого крыла.
В первый год развития образуются небольшая розетка листьев и стержневой корень, а на следующую весну из почек корня развиваются многочисленные новые розетки и корни.

## Охрана
Включён в Красные книги следующих субъектов Российской Федерации: Волгоградская область, Калмыкия, Томская область, Удмуртия, Ярославская область, а также в Красную книгу города Севастополя.

## Значение и применение
Продуктивность нектара за сутки одним цветком 1,4 мг, растением 116,5 мг. Цветков на одном цветоносном побеге 81,4 шт. В нектаре содержится 44,0% сахара. Продуктивность сахара в сутки одним цветком 0,6 мг, растением 49,4 мг. Продуктивность мёда цветком 0,8 мг, растением 61,8 мг. Продуктивность пыльцы пыльником 2,0 мг, растением 773,3 мг. Колокольчик рапунцелевидный опыляют пчёлы: Systropha curvicornis, Melitta haemorrhoidalis, Dasypoda hirtipes, Andrena bicolor, Coelioxys inermis.

## Классификация

### Таксономия
Campanula rapunculoides L., 1753, Sp. Pl. : 165
Вид Колокольчик рапунцелевидный относится к роду Колокольчик (Campanula) семейства Колокольчиковые (Campanulaceae) порядка Астроцветные (Asterales). Кладограмма в соответствии с Системой APG IV по состоянию на июнь 2023 года:
|  |                                      |  |                                   |                                   |                           |  | ещё 10 семейств | ещё 10 семейств |                             |  |                         |  | еще 457 подтвержденных видов и 125 видов, ожидающих подтверждения | еще 457 подтвержденных видов и 125 видов, ожидающих подтверждения |  |
|  |                                      |  |                                   |                                   |                           |  | ещё 10 семейств | ещё 10 семейств |                             |  |                         |  | еще 457 подтвержденных видов и 125 видов, ожидающих подтверждения | еще 457 подтвержденных видов и 125 видов, ожидающих подтверждения |  |
|  |                                      |  |                                   | порядок Астроцветные              |                           |  |                 |                 | род Колокольчик             |  |                         |  |                                                                   |                                                                   |  |
|  |                                      |  |                                   | порядок Астроцветные              |                           |  |                 |                 | род Колокольчик             |  | 2 внутривидовых таксона |  |                                                                   |                                                                   |  |
|  | отдел Цветковые, или Покрытосеменные |  |                                   |                                   | семейство Колокольчиковые |  |                 |                 | Колокольчик рапунцелевидный |  |                         |  |                                                                   |                                                                   |  |
|  | отдел Цветковые, или Покрытосеменные |  |                                   |                                   |                           |  |                 |                 |                             |  |                         |  |                                                                   |                                                                   |  |
|  |                                      |  | ещё 63 порядка цветковых растений | ещё 63 порядка цветковых растений |                           |  |                 | ещё 354 рода    | ещё 354 рода                |  |                         |  |                                                                   |                                                                   |  |
|  |                                      |  |                                   | ещё 63 порядка цветковых растений |                           |  |                 |                 | ещё 354 рода                |  |                         |  |                                                                   |                                                                   |  |

### Синонимы
- Campanula bocconei J.F.Gmel.
- Campanula chysnysuensis Czerep.
- Campanula crenata Link
- Campanula foliosa Galushko
- Campanula macrostachya Panz. ex Roem. & Schult.
- Campanula morifolia Salisb.
- Campanula neglecta Besser
- Campanula rapunculiformis St Lager
- Campanula rapunculoides f. crenata Hayek & Hegi
- Campanula rapunculoides f. secunda (F.W.Schmidt) Hayek & Hegi
- Campanula rapunculoides f. trachelioides (M.Bieb.) Hayek & Hegi
- Campanula rapunculoides f. ucrainica (Besser) Hayek & Hegi
- Campanula rapunculoides var. glabrata Trautv.
- Campanula rapunculoides var. macrophylla A.DC.
- Campanula rapunculoides var. nana A.DC.
- Campanula rapunculoides var. nemorosa (A.DC.) Nyman
- Campanula rapunculoides var. oenipontana A.DC.
- Campanula rapunculoides var. racemosa Peterm.
- Campanula rapunculoides var. ramosissima Schur
- Campanula rapunculoides var. rapunculoides –
- Campanula rapunculoides var. reflexa Peterm.
- Campanula rapunculoides var. speciosa Knaf
- Campanula rapunculoides var. subsimplex Schur
- Campanula rapunculoides var. trachelioides (M.Bieb.) K.Koch
- Campanula rhomboidalis Gorter
- Campanula rhomboidea Falk
- Campanula rigida Gilib.
- Campanula rigida Stokes
- Campanula setosa Fisch. ex DC.
- Campanula speciosa Willd. ex Spreng.
- Campanula ucranica Besser
- Campanula urticifolia Turra
- Cenekia rapunculoides Opiz
- Cenekia rapunculoides var. racemosa (Peterm.) Opiz
- Cenekia rapunculoides var. reflexa (Peterm.) Opiz
- Cenekia rapunculoides var. speciosa (Knaf) Opiz
- Drymocodon rapunculoides Fourr.
- Rapunculus redivivus E.H.L.Krause